# Нильсен, Йеспер
Йеспер Клас Мартин Нильсен (швед. Jesper Claes Martin Nielsen; род. 30 августа 1989 года, Норрчёпинг) — шведский гандболист, выступает за датский клуб «Ольборг» и сборную Швеции.

## Карьера

### Клубная
Йеспер Нильсен начинал заниматься гандболом в городе Норрчёпинг. В 2005 году Ниельсен продолжил заниматься гандболом в клубе Варта из Стокгольма. В 2005 году Нильсен стал привлекаться в основной состав клуба Варта. В 2008 году Нильсен переходит в клуб Сэвехоф. В составе Сэвехоф Нильсен становиться чемпионом Швеции. В 2013 году Нильсен переходит в Фюксе Берлин. В 2014 году в составе Фюксе Берлин, Йеспер Нильсен становиться обладателем кубка Германии, в 2015 году выигрывает кубок Европы ЕГФ. Летом 2016 года становится известно что, Йеспер Нильсен переходит в ПСЖ.

### В сборной
Йеспер Нильсен выступает за сборную Швеции. За сборную Йеспер сыграл 105 матчей и забросил 140 мячей. На чемпионате Европы 2018 года, где шведы заняли второе место, Нильсен был признан лучшим линейным.

## Награды
- Победитель чемпионата Швеции: 2010, 2011, 2012
- Обладатель кубка Германии: 2014
- Обладатель кубка европы ЕГФ: 2015

## Личная жизнь
Подруга Йеспера Нильсена Фрида Тегстедт тоже гандболистка. В сезоне 2014/15 Фрида Тегстедт перешла в женскую команду Фюксе Берлин.

## Статистика
Статистика Йеспера Нильсена сезона 2018/19 указана на 11.6.2019
| Сезон   | Клуб              | Лига           | Матчи | Голы   | Голы   | Голы  |
| Сезон   | Клуб              | Лига           | Матчи | С игры | 7-метр | Всего |
| ------- | ----------------- | -------------- | ----- | ------ | ------ | ----- |
| 2013/14 | Фюксе Берлин      | Бундеслига     | 31    | 85     | 0      | 85    |
| 2014/15 | Фюксе Берлин      | Бундеслига     | 36    | 66     | 1      | 65    |
| 2015/16 | Фюксе Берлин      | Бундеслига     | 29    | 88     | 0      | 88    |
| 2016/17 | Пари Сен-Жермен   | LNH division 1 | 26    | 78     | 0      | 78    |
| 2017/18 | Пари Сен-Жермен   | LNH division 1 | 23    | 32     | 0      | 32    |
| 2018/19 | Райн-Неккар Лёвен | Бундеслига     | 18    | 19     | 0      | 19    |